# Подарунок Фатті
Подарунок Фатті (англ. Fatty's Gift) — американська короткометражна кінокомедія Роско Арбакла 1914 року.

## У ролях
- Роско ’Товстун’ Арбакл — Фатті
- Мінта Дарфі — дружина Фатті
- Кой Уотсон — дитина